# Sporting Villanueva Promesas
El Sporting Villanueva Promesas fue un club de fútbol español con sede en Villanueva del Fresno, en la comunidad autónoma de Extremadura, que celebraba sus partidos de casa en el Estadio Municipal de Villanueva del Fresno, con capacidad para 3.000 espectadores.
Llegó a jugar en Segunda División B en la temporada 2011-12 pero debido a las deudas que acumulaba la entidad se vio obligada a retirarse tras medio año compitiendo.
| Temporada | División | Lugar | Copa del Rey |
| --------- | -------- | ----- | ------------ |
| de 93-94  | Regional | —     |              |
| a 02-03   | Regional | —     |              |
| 2003/04   | 3ª       | 8º    |              |
| 2004/05   | 3ª       | 6º    |              |
| 2005/06   | 3ª       | 4º    |              |
| 2006/07   | 3ª       | 6º    |              |
| 2007/08   | 3ª       | 7º    |              |
| 2008/09   | 3ª       | 12º   |              |
| 2009/10   | 3ª       | 6º    |              |
| 2010/11   | 3ª       | 2º    |              |
| 2011/12   | 2ªB      | 19º   |              |

- 1 temporada en Segunda División B
- 8 temporadas en Tercera División